# Red Oak (Iowa)
Red Oak város az USA Iowa államában. Lakosainak száma 5596 fő (2020. április 1.).

## Népesség
A település népességének változása:

| 2010 | 5 742 |
| 2020 | 5 596 |